# Jacques Gaillot

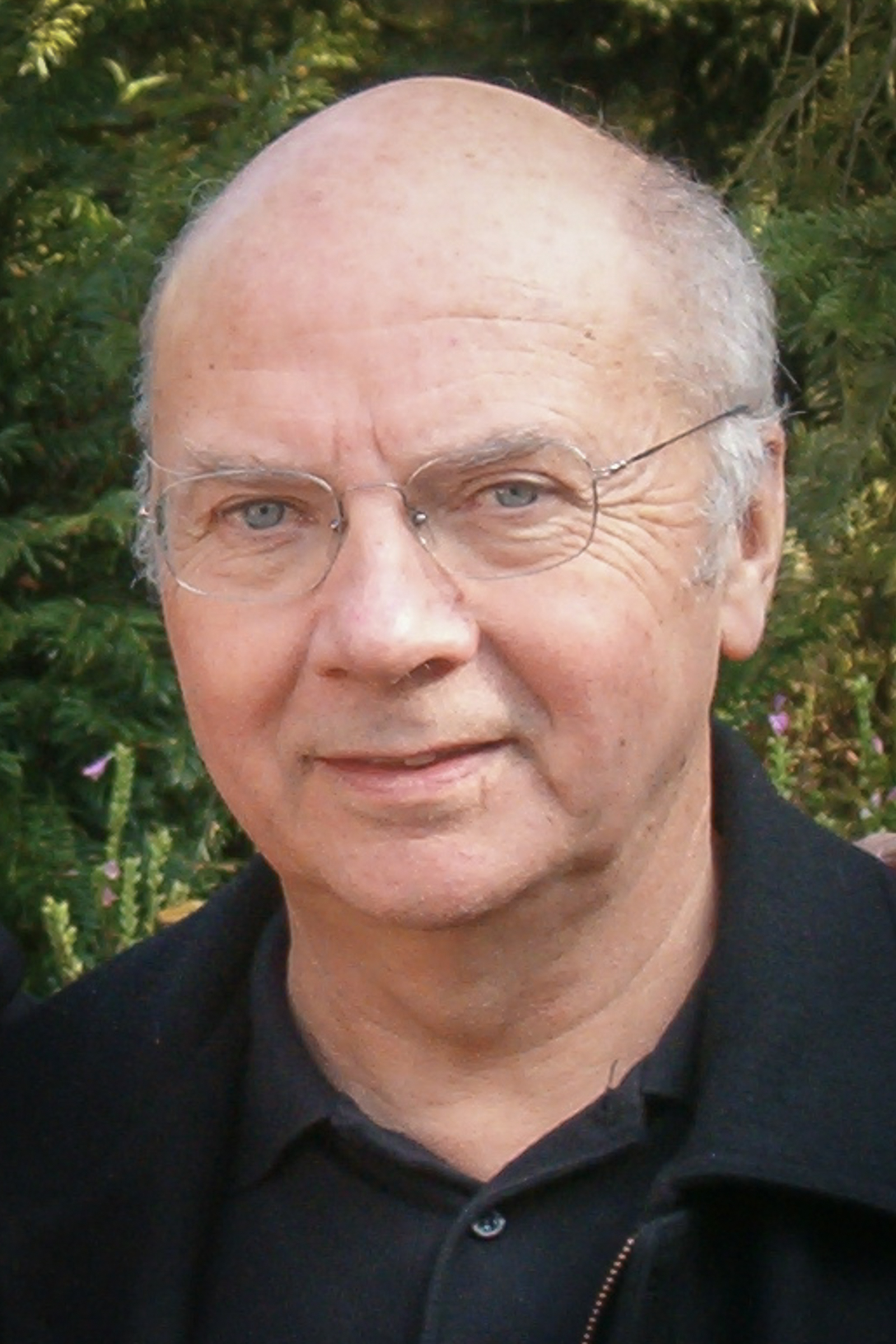
Jacques Gaillot, 2007

Jacques Jean Edmond Georges Gaillot (* 11. September 1935 in Saint-Dizier; † 12. April 2023 in Paris) war 13 Jahre lang römisch-katholischer Bischof von Évreux. Nach seiner Amtsenthebung war er ab 1995 Titularbischof von Partenia und Internetseelsorger.

## Leben

### Anfänge
Jacques Gaillot wurde am 11. September 1935 in Saint-Dizier in der südlichen Champagne als Sohn einer Weinhändlerfamilie geboren und besuchte nach der Mittelschule das Priesterseminar von Langres. Von 1957 bis 1959 leistete er in Algerien den Militärdienst, der ihn mit der Gewalt des Krieges konfrontierte. Diese Erfahrung weckte in ihm die Bereitschaft zur Gewaltlosigkeit und rief eine tiefe Freundschaft mit den Algeriern hervor.
Von 1960 bis 1962 hielt er sich zum postgradualen Theologiestudium in Rom auf, um das Lizenziat zu erwerben. Im März 1961 empfing er die Priesterweihe. Von 1962 bis 1964 erfolgten weitere Studien in Paris am Institut supérieur de Liturgie. Gaillot unterrichtete am Grand Séminaire von Châlons-en-Champagne. Von 1965 bis 1972 lehrte er am Regionalseminar von Reims im Zusammenhang der Umsetzung der Beschlüsse des Zweiten Vatikanischen Konzils.
1973 wurde er in seiner Heimatstadt Saint-Dizier zum Pfarrer ernannt. Gleichzeitig trug er Mitverantwortung für die Schulung der Priesterausbilder in Paris am Institut de formation des éducateurs du clergé (IFEC). 1977 wurde er Generalvikar der Diözese Langres, 1981 wurde er zum Kapitularvikar gewählt.

### Bischof von Evreux
Am 5. Mai 1982 wurde Gaillot zum Bischof von Évreux ernannt. Die Bischofsweihe vollzog am 20. Juni 1982 der Bischof von Langres, Léon Aimé Taverdet, assistiert von den Mitkonsekratoren Jean Vilnet, Bischof von Lille, und Erzbischof Joseph Duval von Rouen.
Jacques Gaillot setzte sich öffentlich für verschiedene Personen und Themen ein:
- 1983 unterstützte er in Évreux vor Gericht einen jungen Mann, der den Militärdienst aus Gewissensgründen verweigert hatte.
- Auf der Jahresversammlung der französischen Bischöfe im Oktober 1983 stimmte er zusammen mit einem anderen Bischof gegen einen Text des Episkopats zur nuklearen Abschreckung.[2]
- 1985 sympathisierte er mit dem palästinensischen Aufstand in den von Israel besetzten Gebieten und traf den Palästinenserführer Jassir Arafat in Tunis.
- Er nahm an einer außerordentlichen Sitzung der UNO zum Thema Abrüstung teil.
- Im Juli 1987 besuchte er in Südafrika einen jungen Antiapartheidsaktivisten aus Évreux, der vom Regime in Pretoria zu vier Jahren Gefängnis verurteilt worden war.
- Er setzte sich für die Nutzung von Kondomen im Kampf gegen HIV und Aids ein und segnete 1988 als wohl erster katholischer Bischof ein schwules, an Aids erkranktes Paar in einer Kirche.[3]
- Im November 1988 trat er im Wallfahrtsort Lourdes auf einer Vollversammlung der französischen Bischöfe insgeheim für die Priesterweihe verheirateter Männer ein.
- Im Oktober 1989 setzte er sich auf einer Reise der Friedensbewegung in Französisch-Polynesien für den Stopp der Atomwaffenversuche ein.
- 1991 veröffentlichte er das Buch Offener Brief an diejenigen, die den Krieg predigen, diesen aber andere führen lassen, in dem er den 2. Golfkrieg und die Wirtschaftsblockade gegen den Irak ablehnte.
- Er führte eine dreijährige Synode durch und schrieb etwa ein Dutzend Bücher. Das Buch Coup de gueule contre l’exclusion (Protestschrei gegen den Ausschluss) erregte als scharfe Kritik der Einwanderungsgesetze des damaligen Innenministers Charles Pasqua besonderes Aufsehen und wurde später vom Vatikan als Hauptgrund für seine Absetzung genannt.

Am 13. Januar 1995 wurde Gaillot unter anderem angeblich auf Druck der französischen Regierung, insbesondere des Innenministers Charles Pasqua, von Papst Johannes Paul II. als Bischof von Évreux abgelöst und auf den Titularsitz von Partenia versetzt. Zu seinem Abschiedsgottesdienst in Évreux reisten etwa 50.000 Katholiken aus ganz Frankreich in 300 Bussen und drei Sonderzügen an.

### Nach der Absetzung
Bischof Gaillot kündigte zunächst an, sich tatsächlich an diesen im heutigen Algerien gelegenen Ort zu begeben und seine Arbeit von dort aus fortzusetzen; aufgrund der politischen Situation Algeriens nahm er davon jedoch bald Abstand. Darauf ließ er die im 5. Jahrhundert untergegangene Diözese als „Diözese ohne Grenzen“ im Internet wiederaufleben. Mit Hilfe der modernen Kommunikationsmittel kommunizierte er bis zum Erreichen seines 75. Lebensjahrs 2010 von seinen Klosterräumen in Paris aus über das Internet mit Menschen in aller Welt.
Bischof Gaillot arbeitete in Paris für Ausländer, die keine gültigen Aufenthaltspapiere besitzen („sans-papiers“), für obdachlose Familien sowie für junge Arbeitslose.
Anlässlich der Einladung zu einer ökumenischen Begegnung mit den Bischöfen im Mai 2000 schrieb der Präsident der französischen Bischofskonferenz in einem offenen Brief an Gaillot: „Es ist wichtig, dass die Katholiken und auch die Öffentlichkeit im Allgemeinen wissen, dass uns sehr wohl ein brüderliches Band vereint, wenn diese Verbundenheit auch auf besondere Art gelebt wird.“
Im Jahr 2004 wurde Gaillot von Joachim Kardinal Meisner zweimal mit einem Auftrittsverbot in seiner Diözese belegt, dem sich Gaillot insofern fügte, als er zwar bei mindestens einem der beiden Termine anwesend war, aber keinen Vortrag hielt. 2012 hielt Gaillot auf Einladung der Kölner Karl-Rahner-Akademie einen Vortrag im Museum Schnütgen.
Am 1. September 2015 fand eine Privataudienz für Gaillot bei Papst Franziskus statt. Das Treffen wurde bezeichnet als ein „persönliches Treffen zweier Männer, die durch ihre Empfindung und ihr Engagement für die Armen“ verbunden seien. Bischof Gaillot hatte ein Jahr zuvor den Papst in einem Schreiben um Unterstützung gebeten.
Er starb am 12. April 2023 im Alter von 87 Jahren in Paris.

## Schriften
- Ils m’ont donné tant de bonheur. Entretiens avec Gwendoline Jarczyk. Declée de Brouwer, 1986, ISBN 2-220-02607-8.
- Eine Kirche, die nicht dient, dient zu nichts! Erfahrungen eines Bischofs. Unter Mitarbeit von Catherine Guigon. Herder, Freiburg i. Br. 1990, ISBN 3-451-21988-3.
  - Rezension dazu von Manfred Hermanns. In: Jahrbuch für Jugendsozialarbeit. 12. Bd. Köln: Die Heimstatt 1991, S. 342–344.
- Offener Brief an diejenigen, die den Krieg predigen, diesen aber andere führen lassen. 1991.
- Le monde crie, l’église murmure. Verlag Syros Alternatives, 1991, ISBN 2-86738-609-8.
- Foi sans frontières. Desclée de Brouwer, 1991, ISBN 2-220-02688-4.
- Folgt seiner Liebe. Kreuzweg und Auferstehung. Herder, Freiburg i.Br. 1992, ISBN 3-451-22383-X.
- Paroles sans frontières. Desclée de Brouwer, 1993, ISBN 2-220-03369-4.
- Monseigneur des autres. Verlag Seuil, 1993, ISBN 978-2-02-010717-4.
- L’année de tous les dangers : Étranger et droit d’asile. Ramsay, 1994, ISBN 2-84114-008-3.
- Wat heb je met je broeder gedaan? Verlag Averbode, 1994.
- Was für mich zählt, ist der Mensch. 2. Auflage. Herder, Freiburg i. B. 1995, ISBN 3-451-08831-2.
- La rumeur d’un peuple, Verlag Austral, 1. Februar 1995, ISBN 2-84112-023-6.
- Coup de gueule contre l’exclusion. 1995.
- mit Jean-Baptiste Eyraud: Monsieur le Président, expulsez la misère! Verlag Robert Laffont, 1995, ISBN 2-221-08087-4.
- Lettera agli amici di Partenia. Queriniana, 1996, ISBN 88-399-0973-7.
- Ihr seid das Volk. 2. Auflage. Herder, Freiburg i.Br. 1996, ISBN 3-451-23889-6.
- Voice from the Desert, A Bishop’s Cry for a New Church, The Crossroad Publishing Company 1996, ISBN 0-8245-1584-6.
- mit Eugen Drewermann (Koautor), Peter Eicher (Hrsg.): Der Traum von Menschlichkeit. Gespräche. Verlag Kösel, 1997, ISBN 3-466-20418-6.
- Knospe, du trägst die Kraft zur Blüte. Edition K. Haller, 1997, ISBN 3-905585-01-4.
- La dernière tentation du diable. Verlag Edition 1, 1998, ISBN 2-86391-825-7.
- Je prends la liberté : Entretiens avec Jean-Claude Raspiengeas. Flammarion, 1999, ISBN 2-08-067166-9.
- EGLISE VIRTUELLE, EGLISE DE L’AN 2000. Un évêque au royaume d’Internet. Editions Albin Michel, 1999, ISBN 2-226-10673-1.
- Unterwegs in Partenia mit Bischof Jacques Gaillot. Edition Haller, Mai 2000, ISBN 3-905585-02-2.
- Machtlos, aber frei. Edition K. Haller, 2002, ISBN 3-905585-03-0.
- mit Eugen Drewermann: Dialogue sur le parvis : Entre un évêque et un théologien. Desclée de Brouwer, 2002, ISBN 2-220-03767-3.
- Ein Katechismus, der Freiheit atmet. mit Alice Gombault und Pierre de Locht. Edition K. Haller 2004, ISBN 3-905585-04-9.
- Carnets de vie. Verlag: Jean-Claude Gawsewitch, 2010, ISBN 978-2-35013-219-8.
- mit Alice Gombault und Claude Bernad: La Bible à livre ouvert : Nouvelles lectures des écrits saints. Verlag: Jean-Claude Gawsewitch, 2011, ISBN 978-2-35013-261-7.
- Quand on aime, il ne fait jamais nuit. Editions Mordicus, 2011, ISBN 978-2-918414-49-0.